# 中野英治
中野 英治（なかの えいじ、1904年12月5日 - 1990年9月6日）は、日本の俳優である。本名は中野 榮三郎（なかの えいざぶろう）である。サイレント映画の時代に現代劇において、鈴木傳明、高田稔と並ぶスターであった。

## 人物・来歴
1904年（明治37年）12月5日、広島県呉市に「中野榮三郎」として生まれる。小学校の終わりに海軍軍人だった父が退官し東京府東京市大井（現：東京都品川区）に引越す。自宅の隣りが横沢三郎宅で、横沢らと旧制荏原中等学校で野球に熱中した。横沢と競るのが嫌で、旧制法政大学予科に入学し法大野球部で四大学リーグで活躍した。
1923年（大正12年）の関東大震災で野球部が傾いている時、天勝野球団に「月給を百円やるから来い」と買われて 中途退学。天勝の巡業先の地元チームと対戦した。天勝が渡米することになり、野球は置いていくことになってチームが解散。東洋汽船に勤めていた兄の勧めで、海員研修所を卒業しインド洋航路の貨物船に乗り込むが逃げ出して、また野球をやったり、映画館の楽士をしたが1925年（大正14年）、20歳のとき、天勝の友人に誘われ、野球好きのマキノ正博が野球部を強化していた日活の野球部に入社した。どこかに籍を置けといわれギャラの高かった総出（俳優部）に籍を置く。映画監督の村田実は少年時代の中野を知っていたこともあり誘われて日活京都撮影所第二部（現代劇部）に所属。同年、日活が、松竹キネマ、東亜キネマと競作することになった吉田百助原作の『大地は微笑む』の主役に抜擢されて、映画界にデビューすると、一躍日活現代劇を代表するスターとなった。当時の映画スターの大半は、まだ古風で偏狭な芸界の中に閉じこもっていて、モダンなセンスが乏しかったが、大学出でスポーツマンらしい溌刺とした個性は、芝居畑出身の役者とは全く異質の新人類スターの誕生を告げるものであった。この1925年（大正14年）に「キネマ旬報」の第1回映画俳優人気投票が行われたが、男優の第1位・阪東妻三郎に次ぐ男優第2位に選ばれる（女優1位は岡田嘉子、2位英百合子）。時代劇のバンツマに対して現代劇を代表するスターになった中野は、岡田嘉子の相手役に次々と起用され、松竹蒲田に去った鈴木傳明にかわる日活の二枚目俳優として女性ファンを熱狂させた。
"不良の代表"、"半分ヤクザ"、かつお洒落な"ドン・ファン大スター" としても知られた。お洒落は村田が親友の森岩雄と作った日活の企画会議「金曜会」で学んだと話しているが、海外のファッション誌「ヴォーグ」や「エスクァイア」を丸善で購入して欧米の最新流行を研究して、鈴木傳明や阿部豊、滝村和男らと輸入品店で、ごっそり服を購入し後勘定で借金を踏み倒した。ダグラス・フェアバンクスが来日して、鈴木が案内したときに着ていたオーバーは、中野がプレゼントしたもの。石津謙介は中野をお洒落の手本にしたという。色川武大は「私のような不良少年の大先輩、スタアというより、グレートガイ」と述べている。中野自身は「一番お洒落で、本当の遊び人は、加賀まりこの親父、加賀四郎だった」と話している。また中学生時代からいつもドスを持ち歩き、手が早いことで有名で、当時もっとも尖鋭な遊び場だった横浜本牧のチャブ屋を根城にして、喧嘩と女、活劇映画を地でいっていたという。何かあると子分を連れて押しかけるから、映画批評家もあとが怖くて、中野には悪い批評を書けなかったといわれる。弟分のディック・ミネが山陰で興行のあったおり、中野と二人で地元のヤクザ衆と大立ち回りを演じたエピソードを著書に書いている。ばくちも大好きで、上山草人をポーカーでカモったり、彦根でロケをしたとき、ポーカーの負けが込んで旅館に籠って「他のところから撮れよ!」とスタッフを追い返して、溝口健二を4日間待たせたこともあるという。1927年（昭和2年）、同郷の英百合子と結婚（1930年離婚）。この後松竹楽劇部の若山千代という愛人を持つが1929年（昭和4年）、日本橋区人形町のユニオン・ダンスホールのダンサーで、当時19歳の志賀暁子を口説き愛人にする。志賀とはまもなく別れるが、若山以外にさらにもう一人愛人がいた。
1930年（昭和5年）、阿部豊監督の『女性讃』 で夏川静江の相手役を演じたのを最後に、帝国キネマ演芸（帝キネ）に移籍した。志賀も中野に勧められ帝キネ入社。中野の帝キネ移籍第1作は木村恵吾監督の『若き血に燃ゆる者』であった。同社は、1931年（昭和6年）、新興キネマ（新興）に改組され、中野は引き続き新興に所属した。新興での第1作は中島宝三監督による主演作『噫呼中村大尉』で、同年6月に起きたばかりの中村大尉事件を描いた同作で中村大尉こと中村震太郎を演じ、同作は同年10月4日に公開された。1934年（昭和9年）、永田雅一が設立した第一映画に参加、伊藤大輔監督の『建設の人々』に出演した。

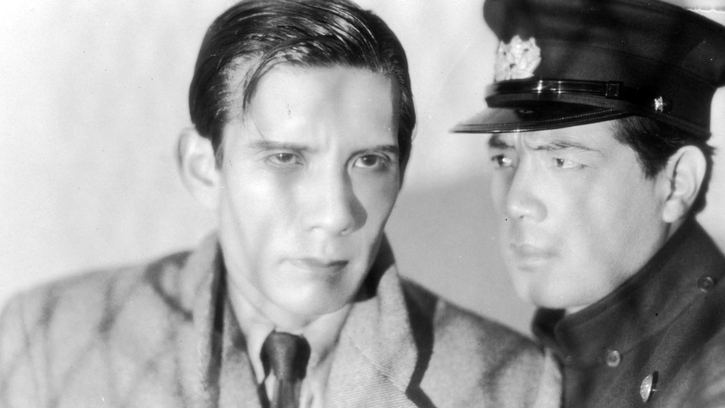
映画「警察官」1933年（昭和8年）右から中野英治、小杉勇

翌1935年（昭和10年）、第一映画を退社、P.C.L.映画製作所で木村荘十二監督の『都会の怪異七時三分』に主演した後に、マキノ正博（のちのマキノ雅弘）によるマキノトーキー製作所の設立に参加した。マキノトーキーを1936年（昭和11年）の途中で退社し、再びP.C.L.映画製作所、高田稔の高田プロダクションを経て、1937年（昭和12年）、重宗務の東京発声映画製作所に入社した。1938年（昭和13年）には大都映画に移籍した。移籍第1作は吉村操監督の『湖の岬に燈台あれど』で、主演作であったが、サイレント映画に戻った。
1939年（昭和14年）、初めから映画俳優になるのが嫌で、長くやるつもりもなく35歳のとき、スターのまま引退を声明した。引退直前は競馬の借金を返すためのみに映画に出演を続けたという。
1941年（昭和16年）、志賀と杉山昌三九、藤間林太郎と共に「劇団新世紀」を結成。同年「中野英治プロダクション」を設立、『将軍』を製作・監督、同作は新興キネマが配給した。
第二次世界大戦後は、1946年（昭和21年）、これより10年前に撮影され鈴木傳明が監督・主演した『思ひ出の東京』が公開された後、映画出演は途絶えたが 旅回りの「中野英治一座」で知り合った三橋達也のマネージャーをして長く三橋を売り込んだ。この頃は高利貸しをやっていたという。三橋も「すごくかわいがってくれて、いいことも悪いことも、みんな教わった。僕の育ての親みたいなもの」と述べている。1950年（昭和25年）には志賀を11年ぶりに映画にカムバックさせた。
満70歳となった1975年（昭和50年）、新藤兼人が監督したドキュメンタリー映画『ある映画監督の生涯 溝口健二の記録』に登場する。1976年（昭和51年）、東映東京撮影所製作、岡本明久監督の『横浜暗黒街 マシンガンの竜』に出演した。
萩原葉子の「蕁麻の家」に登場する一人物のモデルともいわれる。
1990年（平成2年）9月6日、胃がんのため死去した。満85歳没。

## おもなフィルモグラフィ
- 『大地は微笑む』第一篇  : 監督溝口健二、1925年
- 『大地は微笑む』第二篇  : 監督若山治、1925年
- 『大地は微笑む』第三篇  : 監督鈴木謙作、1925年
- 『赫い夕陽に照されて』 : 監督溝口健二・三枝源次郎、1925年
- 『栄冠を求めて』 : 監督楠山律、1925年
- 『人間』前後篇 : 監督溝口健二、1925年
- 『日輪』前篇・後篇 : 監督村田実、1926年
- 『狂恋の女師匠』 : 監督溝口健二、1926年
- 『都の西北』 : 監督伊奈精一、1926年
- 『慈悲心鳥』 : 監督溝口健二、1927年
- 『砲煙弾雨』 : 監督内田吐夢、1927年
- 『無鉄砲時代』 : 監督田坂具隆、1928年
- 『維新の京洛 竜の巻・虎の巻』 : 監督池田富保、1928年
- 『灰燼』 : 監督村田実、1929年
- 『朝日は輝く』 : 監督溝口健二・伊奈精一、1929年
- 『摩天楼 争闘篇』 : 監督村田実、1929年
- 『摩天楼 愛慾篇』 : 監督村田実、1930年
- 『撃滅』 : 監督小笠原明峰、1930年
- 『女性讃』 : 監督阿部豊、1930年
- 『若き血に燃ゆる者』 : 監督木村恵吾、1930年
- 『噫呼中村大尉』 : 監督中島宝三、1931年
- 『鉄の花環 前篇 暴風を呼ぶもの』 : 監督曾根純三、1932年
- 『鉄の花環 後篇 相寄る魂』 : 監督曾根純三、1932年
- 『不如帰』 : 監督木村恵吾、1932年
- 『満蒙建国の黎明』 : 監督溝口健二、1932年
- 『間貫一』 : 監督木村恵吾、1933年
- 『霧笛』 : 監督村田実、1934年
- 『山の叫び声』 : 監督村田実、1934年
- 『建設の人々』 : 監督伊藤大輔、応援監督溝口健二、1934年
- 『折鶴お千』 : 監督溝口健二、1935年
- 『煙は靡く』 : 監督犬塚稔、1935年
- 『お六櫛』 : 監督伊藤大輔、1935年
- 『マリヤのお雪』 : 監督溝口健二、1935年
- 『名物三人男』 : 監督石本統吉、1935年
- 『都会の怪異七時三分』 : 監督木村荘十二、P.C.L.映画製作所、1935年
- 『無鉄砲選手』 : 監督根岸東一郎、1935年
- 『花の春遠山桜』 : 監督松田定次・マキノ正博、1936年
- 『最後の土曜日』 : 監督田丸重雄・マキノ正博、1936年
- 『復活への道』 : 監督根岸東一郎、1936年
- 『涯てしなき航路』 : 監督田丸重雄、1936年
- 『処女花園』 : 監督矢倉茂雄、1936年
- 『暴風』 : 監督牛原虚彦・村上潤、1936年
- 『若旦那三国一』 : 監督重宗務、1937年
- 『波止場やくざ』 : 監督重宗務、1937年
- 『十字砲火』 : 監督重宗務・豊田四郎・阿部豊、1937年
- 『湖の岬に燈台あれど』 : 監督吉村操、1938年
- 『日本の母』母の巻・子の巻 : 監督吉村操、1939年
- 『将軍』 : 中野英治プロダクション、1941年 - 製作・監督・主演
- 『思ひ出の東京』 : 監督・主演鈴木傳明、1946年
- 『ある映画監督の生涯 溝口健二の記録』 : 監督新藤兼人、1975年
- 『横浜暗黒街 マシンガンの竜』 : 監督岡本明久、1976年
- 『江戸川乱歩の陰獣』 : 監督加藤泰、1977年

## 註
1. 1 2 3 4 5 6 7 8  中野英治、『日本人名大辞典』、講談社、コトバンク、2009年11月13日閲覧。
2. 1 2 3 4 5 6  『無声映画俳優名鑑』、無声映画鑑賞会編、マツダ映画社監修、アーバン・コネクションズ、2005年、p.100-101。
3. 1 2  『講談倶楽部』昭和11年新年号付録、講談社、1936年、「中野英治」の項。
4. 1 2 3 4 5 6 7  『日本俳優名鑑 - 映画俳優の部』、「芝居とキネマ」昭和4年1月号新春付録、1929年、「中野英治」の項。
5. 1 2  『聞書き キネマの青春』 141-172頁
6. 1 2 3 4 5 6  桑原稲敏『青春ブロマイド70年』主婦の友社、1988年、p.50。
7. ↑  当時、若いサラリーマンの給料が三十、四十円ぐらい（「エスクァイアマガジンジャパン」1988年6月号、p.164-170）。
8. 1 2 3 4 5 6 7 8 9 10 11 12 13 14  「エスクァイアマガジンジャパン」1988年6月号、色川武大との対談、p.164-170。
9. ↑  『大地は微笑む』は村田実が全部撮る予定だったが発病し溝口健二らに代わった。
10. 1 2 3 4  三橋達也氏インタビュー　23
11. ↑  60年代消費社会のカリスマ・石津謙介に見る時代適応のかたち
12. ↑  この人からはじまるVANの時代
13. ↑  『八方破れ言いたい放題』、政界往来社、1985年、p.211-214。
14. 1 2 3 4  『日本映画俳優全集・女優編』、キネマ旬報社、1980年、p.350-351
15. 1 2 3  志賀暁子『われ過ぎし日に』学風書院、1957年、p.37-38、56-59
16. ↑  「女性誉」は誤り。
17. 1 2 3 4 5 6 7 8 9 10  #外部リンク、「中野英治」、日本映画データベース、2009年11月13日閲覧。
18. ↑  三橋達也氏インタビュー　27
19. ↑  三橋達也氏インタビュー　29
20. ↑  『現代日本人名録 中 け-な』、日外アソシエーツ、1987年、1684頁